# Nationaal Zweminstituut Eindhoven
Het Nationaal Zweminstituut Eindhoven kortweg NZE was een van de twee nationale trainingscentra van de Koninklijke Nederlandse Zwembond, het andere was het Nationaal Zweminstituut Amsterdam. Men maakte voor de trainingen gebruik van Nationaal Zwemcentrum de Tongelreep in Eindhoven. Technisch Directeur Jacco Verhaeren en Marcel Wouda trainden de topteams van NZE. Voor het talententeam, dat bestond uit neo-senioren en EJK-kandidaten, werd Jeanet Mulder aangetrokken. Mulder begeleidde eerder bij de Groninger zwemvereniging TriVia onder andere Ranomi Kromowidjojo.

## Trainingsgroepen
Laatst bijgewerkt op 23 september 2011
Trainer: Jacco Verhaeren
- Dion Dreesens
- Ilse Kraaijeveld
- Ranomi Kromowidjojo
- Bastiaan Lijesen
- Maud van der Meer
- Sharon van Rouwendaal
- Marleen Veldhuis
- Jurjen Willemsen

Trainer: Marcel Wouda
- Bram Dekker
- Inge Dekker[3]
- Linsy Heister
- Job Kienhuis
- Marieke Nijhuis
- Clarissa van Rheenen
- Joëlle Scheps
- Tom Vangeneugden
- Wendy van der Zanden
- Loes Zanderink

Trainer: Jeanet Mulder
- Maarten Brzoskowski
- Andrea Kneppers
- Jovanna Koens
- Henry Maarten
- Arjen van der Meulen
- Manon Minneboo
- Joey de Ruiter
- Marcel Schouten
- Lester Snackers
- Kyle Stolk
- Ferry Weertman